# Tipularia cunninghamii
Tipularia cunninghamii är en orkidéart som först beskrevs av George King och David Prain, och fick sitt nu gällande namn av S.C.Chen, S.W.Gale och Phillip James Cribb. Tipularia cunninghamii ingår i släktet Tipularia och familjen orkidéer. Inga underarter finns listade i Catalogue of Life.